# Air Mali
Air Mali (voor mei 2009: Compagnie Aérienne du Mali) is een Malinese luchtvaartmaatschappij met haar thuisbasis in Bamako.Voor vluchten over langere afstand gebruikt zij samen met Air Burkina en Air Ivoire een AB319 van Celestair uit Burkina Faso.

## Geschiedenis
Compagnie Aérienne du Mali is opgericht in 2005 door de Aga Khan en de Malinese overheid.

## Diensten
Compagnie Aérienne du Mali voert lijnvluchten uit naar:(zomer 2007):
Binnenland:
- Bamako, Kayes, Mopti, Timboektoe.

Buitenland:
- Abidjan, Conakry, Cotonou, Dakar, Lomé, Ouagadougou, Parijs.

## Vloot
De vloot van Compagnie Aérienne du Mali bestaat uit:(januari 2008)
- 1 Douglas DC9-80